# Weede
Weede ist eine Gemeinde im Kreis Segeberg in Schleswig-Holstein.

## Geografie

### Geografische Lage
Das Gemeindegebiet von Weede liegt direkt südöstlich von Bad Segeberg im südöstlichen Teilbereich des Naturraums Ostholsteinisches Hügel- und Seenland, einem Teilgebiet des Schleswig-Holsteinischen Hügellandes.

### Ortsteile
Die Dörfer Mielsdorf, Söhren und Steinbek, ebenso auch die Häusergruppen Herrenbranden, Steinbeker Bahnhof und Steinbeker Ziegelei sowie die Hofsiedlung Scheidekrug liegen im Gemeindegebiet als weitere Wohnplätze.

### Nachbargemeinden
| Bad Segeberg      | Schieren                                    | Geschendorf |
| Klein Gladebrügge | Kompassrose, die auf Nachbargemeinden zeigt | Strukdorf   |
| Neuengörs         | Rehhorst                                    |             |

## Geschichte
Der Ort Weede wurde 1447 erstmals urkundlich erwähnt. Der Ort Steinbek wurde 1249 erstmals erwähnt.
Von 1916 bis 1967 war Weede Bahnstation der Lübeck-Segeberger Eisenbahn.

### Eingemeindungen
Am 1. Januar 1972 wurde die Nachbargemeinde Söhren eingegliedert. Mielsdorf kam am 1. Januar 1974 hinzu.

## Politik

### Gemeindevertretung
Bei der Kommunalwahl 2023 errang die Allgemeine Bürgerliche Wählergemeinschaft in der Gemeinde Weede erneut alle elf Sitze in der Gemeindevertretung. Die Wahlbeteiligung betrug 52,2 Prozent.

## Verkehr
Die Bundesautobahn 20 beginnt am westlichen Rand des Gemeindegebietes. Sie führt in west-östlicher Richtung durch das Gemeindegebiet.